# Piledriver (Band)
Piledriver ist eine kanadische Power-, Speed- und Thrash-Metal-Band aus Toronto, die im Jahr 1984 gegründet wurde, sich 1989 auflöste und 2004 unter dem Namen The Exalted Piledriver wieder zusammenfand.

## Geschichte
Die Band wurde im Jahr 1984 vom Sänger Gord „Piledriver“ Kirchin (1961–2022) gegründet. Für das folgende Debütalbum kam Gitarrist Leslie Howe zur Band. Die Texte auf dem Album stammten von Louise Remy. Als Gitarristen kamen danach Bud Slaker und Knuckles Akimbo zur Band. Als Schlagzeuger wurde Former Lee, eigentlich ein Drumcomputer, aufgeführt. Für die Veröffentlichung des Albums in Nordamerika wurden einige obszöne Liedtitel umbenannt: So wurde aus Alien Rape Alien Dead, aus Sex with Satan Devil’s Lust und aus Sodomize The Dead Twister. Allerdings waren zu dem Zeitpunkt bereits zahlreiche Exemplare der unzensierten Fassung im Umlauf. Kirchin verließ die Band kurzzeitig, um der Band Ice beizutreten. Für das zweite Album Stay Ugly kehrte er jedoch zu Piledriver zurück. Auf dem Album waren anonyme Beiträge von David DeFeis und Eddie Pursino, beide bei Virgin Steele tätig, zu hören. Als weitere  Mitglieder waren neben Kirchin noch die Gitarristen Bruizer Bernette und John Savage, der Bassist Sal Gibson und der Schlagzeuger Hammer zu hören. Das Lied Fire God sollte später in überarbeiteter Form auf Virgin Steeles Album The House of Atreus – Act I zu hören sein. Danach plante Kirchin, zusammen mit dem Sänger und Gitarristen Jim Doherty sowie mit dem Gitarristen Sean Abbott auf Tour zu gehen. Im Jahr 1989 hatte sich die Besetzung der Band erneut verändert, sodass Randy Deeg als Gitarrist und Bend Quieser als Schlagzeuger in der Band waren. Während der Arbeiten zum geplanten dritten Album Shock, an dem Gords Bruder Randy als zweiter Gitarrist beteiligt war, verließ Quieser die Band wieder. Die Gruppe bestand daraufhin aus Gord und Randy Kirchin, dem Gitarristen Dave Copeland und dem Schlagzeuger Ruston Baldwin. Die Gruppe löste sich noch vor Fertigstellung des Albums auf. Kirchin und Copeland verwandten später das geschriebene Material für ihr neues Projekt Dogs with Jobs, das zwei Alben hervorbrachte. Kirchin erklärte später, dass „[w]ir als Musiker […] als junge, lernbegierige Hinterwäldler nichts anderes als ein Spielball“ des Betreibers „einer geldgeilen, strunzdummen Plattenfirma“ gewesen seien. Er versuchte einige Jahre nach der Veröffentlichung der Alben erfolglos, eine stabile Besetzung aufzutreiben. Kirchin versuchte sich später an einem Soloprojekt namens Sofa-Q, das aber „nicht wirklich Gestalt an[nahm]“, und verschwand dann „künstlerisch komplett von der Bildfläche“. Als er 1995 das Internet entdeckte, stellte er fest, „das [sic!] mich Plattenfirmen all die Jahre nur belogen hatten und dass die PILEDRIVER-Alben KEINE Fehlschläge waren, sie waren sogar Underground-Klassiker! Und da reifte bei mir erstmals der Gedanke, PILEDRIVER wieder zum Leben zu erwecken.“ Ray Wallace, der ehemalige Manager der Band Sacrifice, bot Kirchin seine Hilfe an, die Zusammenarbeit funktionierte jedoch nicht.
Im Jahr 2004 wurde die Band unter dem Namen The Exalted Piledriver wiederbelebt, da sie im August 2004 ihr 20. Jubiläum hatte. Sie begann im Jahr 2005 mit den Arbeiten zum Album Metal Manifesto. Gord Kirchin war hierbei das einzig verbliebene Mitglied. Die Gruppe bestand des Weiteren aus dem Gitarristen Ron the Tyrant, dem Bassisten Andrew Postmaster General und dem Schlagzeuger Tupak Sade. Kurze Zeit später kam als neuer Bassist Subslime Facekicker zur Band, während Troy „Evil E“ Ellis als zweiter Gitarrist hinzugefügt wurde. Diese Besetzung sollte jedoch nicht lange halten, da als neue Gitarristen Johnny „No Heart“ Butts und DesTroyYa Hellis zu Piledriver stießen. Die Band nahm im Jahr 2005 das Demo Metal Manifesto auf und veröffentlichte die DVD Official Live Bootleg Shpinsk, Batslavia. Im Folgejahr kamen Kinky Pork Cream als neuer Gitarrist und Glace Frothfritter als neuer Schlagzeuger zu Piledriver. Als neuer Bassist war Lobo Elf Schnort in der Band. Im Jahr 2007 nahm diese am Keep It True teil. Dass das Album Metal Manifesto zwei Jahre nach der Veröffentlichung der gleichnamigen Demoaufnahme immer noch unveröffentlicht blieb, erklärte Kirchin mit Problemen mit der Besetzung; 2006 habe er „doch die richtigen Leute gefunden. Und: Verdammter Mist, wenn diese drei nicht die coolsten und lustigsten Leute sind, von denen ich für den Rest meines Lebens umgeben sein will. Wenn es mit diesem Line-up nun nicht funktionieren sollte, dann war es das! Dann steige ich aus! Ich würde es niemals mehr versuchen, PILEDRIVER weiterzuführen. […] Wenn bei einem von denen der Antrieb versagt, dann wird die Maschine zusammenbrechen. Kinky, Lobo und Glace SIND verdammt noch mal PILEDRIVER.“ Frühere Mitglieder seien oft nur „vorübergehende Platzhalter“ gewesen, während Kirchin „auf die Ankunft der wahren PILEDRIVER-Band wartete. Auf Leute, die tatsächlich Attribute wie ‚mächtig‘ oder ‚erhaben‘ verdienen.“ Er wolle, dass es „ein wertiges Album ist, das gut aufgenommen, gemixt, gemastert und produziert ist. Ein Album, das überall erhältlich ist und vernünftig vertrieben wird.“ 2008 erschien das Album Metal Manifesto, das von Neil Kernon produziert wurde. Im Jahr 2009 spielte die Band auf dem Headbangers Open Air. Daraufhin veränderte sich die Besetzung Piledrivers erneut. Es folgten diverse Auftritte, darunter auch ein Auftritt auf dem Quebec Metal Fest.
Bandgründer Gord Kirchin starb am 22. September 2022, einen Tag vor seinem 61. Geburtstag, an den Folgen einer Erkrankung an Lungenkrebs.

## Stil
Kirch gründete Piledriver, zunächst noch als Spaßprojekt, aufgrund seiner Ablehnung von Hair-Metal-Bands und wurde durch Künstler wie Frank Zappa und Alice Cooper inspiriert. Die Lieder sind „extrem simpel“, aber haben laut Hawk von The Metal Observer „das gewisse Etwas“. Ihm zufolge sind die ersten vier Stücke auf Metal Inquisition „absolut essentiell für jeden Anhänger des 80er-Power/Speed Metal“; da die Stücke Sex with Satan und Sodomize the Dead von der schwedischen Black-Metal-Band Marduk auf der Glorification-EP nachgespielt wurden, empfiehlt er die Band auch Black-Metallern. Das Titellied verglichen sowohl er als auch  Martin Loga von Powermetal.de mit Razor und Tank. Witchhunt wiederum erinnerte Hawk an eine „raue Mischung aus den ersten EPs von Armored Saint und Ratt“. Das Lied ist laut Loga „absolut simplizistisch arrangiert und ist das unangefochtene Groovemonster dieser Veröffentlichung. Dieser Titel strotzt auf einer Länge von sieben Minuten nur so vor Groove.“ Der „kraftvolle, mittelhohe Gesang“ besitzt ihm zufolge „irgendwie eine bluesige, raue Note“, er gehe aber „dennoch als reinrassiger Metalsänger“ durch, „von denen nicht viele eine solche unverwechselbare, markante Stimme wie der PILEDRIVER-Fronter besitzen“. Neben Tank und Razor sah Loga leichte Anleihen bei Motörhead. Als einzigen Mangel nannte er „etwas spröde und hölzern wirkende Schlagzeugarbeit“; Former Lee sei „nämlich ein Drumcomputer, der allerdings für damalige Verhältnisse wirklich gut programmiert wurde. Dem Spaß- und Moshfaktor von ‚Metal Inquistition‘ [sic!] tut dieser Umstand jedoch keinen Abbruch.“ Auf Metal Inquisition wurden zahlreiche Metal-Klischees parodiert. Kirchins Auftreten wiederum hatte ihm selbst zufolge etwas von dem von Fee Waybill von der Band The Tubes als Quay Lude: „Etwas von der Kaputtheit eines ALICE COOPER mit ein wenig mehr SM-Einschlag und etwas Rock'n'Roll-Piraterie, gepaart mit einem lüsternen, stampfenden Rhythmus und einem ordentlichen Metal-Inferno. Alice Cooper war damals weg von der Bildfläche und ziemlich abgesoffen. Die Welt brauchte einfach wieder ein verrücktes Metalmonster. Und Marilyn Manson war damals noch in der Grundschule, folglich übernahm ich das, der Piledriver.“ Matthias Herr erkannte in seinem Heavy-Metal-Lexikon humoristische Züge in den Liedern, was man an den Liedtitel wie Metal Inquisition, Sodomize the Dead und Sex with Satan erkennen könne. Das Album hob sich laut Oliver Klemm vom Metal Hammer von üblichen Thrash-Metal-Veröffentlichungen ab, was besonders am Lied Sex with Satan deutlich werde, da es sämtliche Black- und Death-Metal-Klischees parodiere. Stay Ugly konnte Loga zufolge „die Klasse dieses Debütalbums leider nicht halten“.
Metal Manifesto ist Loga zufolge „ein würdiges PILEDRIVER-Werk geworden, das gutklassig knallt und außerdem das Zweitwerk ‚Stay Ugly‘ qualitativ deutlich hinter sich lässt“. Es enthält groove-lastige Stücke wie Blood Bath und The Things I Give, das thrash-lastige Unsuck My Cock oder das rock-’n’-roll-lastige Battle Axe, die „das 80er-Feeling aufleben“ lassen.

## Diskografie
als Piledriver
- 1984: Metal Inquisition (Album, Cobra Records)
- 1986: Stay Ugly (Album, Cobra Records)
- 1997: Metal Inquisition + Stay Ugly (Kompilation, Full Moon Productions)

als The Exalted Piledriver
- 2005: Metal Manifesto (Demo, Eigenveröffentlichung)
- 2005: Official Live Bootleg Shpinsk, Batslavia (DVD, Dog Bite)
- 2008: Metal Manifesto (Album, Northern Storm Records)
- 2011: Night of the Unpolished Turd (Live-Album, Sick Fuck Records)